# Watch Dogs 2
Watch Dogs 2 (stilizzato come WATCH_DOGS 2) è un videogioco action-adventure del 2016, sviluppato da Ubisoft Montréal e pubblicato da Ubisoft per PlayStation 4, Xbox One e Microsoft Windows. Si tratta del sequel di Watch Dogs (2014).
Ambientato in una versione romanzata della San Francisco Bay Area, il gioco è giocato da una prospettiva in terza persona e il suo open world è navigabile a piedi o in auto. I giocatori controllano Marcus Holloway, un hacker che lavora con il gruppo hacker DedSec per abbattere il sistema di sorveglianza avanzato della città noto come ctOS. Esistono diversi modi per completare le missioni e ogni assegnazione riuscita aumenta il conteggio follower di DedSec. La modalità cooperativa consente combattimenti uno contro uno competitivi e il collegamento con altri giocatori al fine di neutralizzare un giocatore che sta causando il caos.

## Modalità di gioco
Similarmente al suo predecessore, Watch Dogs 2 è un gioco di avventura dinamica con elementi stealth con una prospettiva in terza persona; vede protagonista Marcus Holloway, un giovane hacker. Il gioco presenta un ambiente open world ambientato in una versione romanzata della Bay Area di San Francisco, un'area più grande del doppio rispetto all'ambientazione di Chicago da Watch Dogs. La Bay Area comprende quattro aree diverse: San Francisco, Oakland, Marin e Silicon Valley. I giocatori possono navigare nel mondo di gioco a piedi o con i vari veicoli presenti nel gioco, come auto, camion, autobus, funivie, motociclette, quad e barche. Le meccaniche di guida sono state revisionate e progettate per essere più accessibili. I giocatori possono sparare con le loro armi mentre guidano. Marcus ha anche migliorato le abilità acrobatiche e la capacità di parkour in giro per la città. I giocatori possono utilizzare diversi metodi per avvicinarsi alle missioni del gioco, scegliendo tra l'approccio aggressivo, in cui sconfiggono i nemici con le pistole realizzate con una stampante 3D; esplosivi, come le mine; o l'arma da mischia di Marcus, una palla da biliardo attaccata a una corda elastica. In alternativa, i giocatori possono usare l'approccio furtivo, in cui possono sfuggire ai nemici o paralizzarli temporaneamente con il taser di Marcus. I giocatori possono anche completare il gioco attraverso l'hacking da solo. Quando i giocatori commettono troppi crimini, gli agenti di polizia saranno allertati e tenteranno di arrestare il giocatore. Il sistema di aggiornamento del gioco è una funzione di ritorno, con gli elementi suddivisi in tre categorie: Ghost, Aggressor e Trickster. I giocatori possono scegliere i loro aggiornamenti in base al proprio stile di gioco.
Marcus può hackerare vari dispositivi elettronici collegati al sistema ctOS con il suo smartphone in-game. Ad esempio, Marcus può modificare le informazioni personali dei personaggi non giocanti per farli arrestare, modificare e manipolare ogni cellulare presente nel gioco, interrompere il traffico hackerando auto e semafori, hackerare le telecamere di monitoraggio, ed eseguire "mass hacking", che ha l'effetto di hackerare le apparecchiature elettriche di un grande gruppo di persone. I giocatori ottengono anche più opzioni mentre hackerano lo stesso oggetto. Ad esempio, se il giocatore tenta di hackerare una macchina, può ottenere il controllo diretto su di essa, o fare in modo che l'auto perda il controllo e si schianti in una direzione casuale. Se il giocatore ha hackerato una scatola di giunzione, può scegliere se disattivarlo o trasformarlo in una mina di prossimità. A differenza di Aiden, il protagonista del primo gioco, Marcus ha un arsenale di attrezzature avanzate, tra cui un quadrirotore e un'auto telecomandata, entrambe utilizzabili per l'hacking remoto e lo scouting. L'abbigliamento di Marcus può essere personalizzato con oltre 700 articoli di abbigliamento, disponibili per l'acquisto in negozi che mantengono stili di moda unici per ciò che viene indossato dagli abitanti di ciascuna area. Il gioco presenta diverse missioni principali e missioni secondarie conosciute come "operazioni". Una volta completato, il numero di follower di Marcus aumenterà, che è una parte importante della narrazione.

## Trama
Nel 2016, tre anni dopo gli eventi del titolo precedente, San Francisco diventa la prima città a installare una versione migliorata del ctOS, una rete che collega ogni dispositivo elettronico in un singolo sistema, sviluppata dalla compagnia Blume. L'hacker Marcus Holloway, che in passato era stato incarcerato da questo "ctOS 2.0" per un crimine da lui non commesso, decide di unirsi al gruppo di hacker DedSec (composto dai giovani hacker Sitara Dhawana, Josh Sauchak, Horatio Carlin e "Wrench") e intraprende una sorta di iniziazione hackerando una server farm della Blume e cancellando il proprio profilo dal sistema. Il DedSec determina quindi che il nuovo ctOS può danneggiare i cittadini innocenti e decide di svelare la verità attraverso una campagna sui vari social media per reclutare numerosi follower, esponendo la corruzione e i crimini condotti attraverso il sistema, così da arrivare infine alla Blume.
Dopo aver svelato condotto diverse operazioni con successo (una contro il film CyberDriver, una contro la chiesa di New Dawn e l'ultima contro l'azienda produttrice di elettrodomestici Haum), Josh scopre delle irregolarità nel loro numero di follower, il cui numero è stato inspiegabilmente aumentato da account inattivi provenienti dalla sede del social media Invite. Quando Marcus va a indagare, si imbatte nel CTO della Blume Dušan Nemec, che ha sfruttato le recenti del DedSec per vendere il ctOS a possibili compratori timorosi di essere hackerati. Obbligato ad abbandonare temporaneamente la città per far calmare le acque, il DedSec partecipa al festival annuale dello Swelter Skelter e lì incontra il leggendario hacker Raymond "T-Bone" Kenney. Incuriosito dalle sue azioni, Kenney si unisce al gruppo nella sua lotta contro la Blume. Marcus intraprende inoltre altre operazioni, vanificando gli sforzi di Dušan di dividere il DedSec (prima utilizzando il gruppo di hacker rivale Prime_Eight e poi servendosi persino dell'FBI) e vendicandosi della banda messicana dei Tezca, che nel frattempo ha ucciso Horatio dopo non essere riuscita a convincerlo a unirsi a loro. Infine, hackerando un satellite lanciato dalla compagnia aerospaziale Galilei, il gruppo svela ulteriori episodi di corruzione (il primo legato al senatore Mark Thruss, il secondo alla corporazione Tidis e il terzo agli Auntie Shu Boys, un'organizzazione criminale cinese segretamente alleata della Blume).
Il DedSec raccoglie infine informazioni sul programma di manipolazione di dati noto come "Bellwether", programmato da Kenney, e scopre che usufruendo di questo e di una rete di satelliti volta a bypassare i cavi sottomarini, Dušan intende manipolare la politica e le finanze mondiali, monopolizzando i dati di tutto il mondo. Per fermarlo, il gruppo di hacker lancia un'enorme operazione che permette a Marcus di infiltrarsi nel quartier generale della Blume di San Francisco, hackerandone i server e inviando le informazioni alla polizia. Mentre Dušan viene arrestato e la Blume messa sotto indagine, il DedSec lancia un messaggio pubblico dove giura di continuare la sua lotta contro la Blume.

## Personaggi
- Marcus Holloway: Il protagonista del gioco, nato e cresciuto a Oakland nel 1992, dove vive la sua infanzia a per poi trasferirsi a San Francisco dove si unisce al DedSec per sabotare la Blume e le grandi corporazioni facendo crescere il DedSec e facendo scoprire la verità al mondo riguardo alla BLUME.
- Horatio Carlin: è un membro fondamentale del DedSec, prima era un DJ.
- Sitara Dhawan: è la attivista e grafica del gruppo. È nata in India da una famiglia di nobili. Successivamente si trasferirà a San Francisco dove darà un'immagine al DedSec.
- Wrench: è il più brutale, punk e giocherellone del gruppo. Indossa una maschera freacky digitale per non mostrare il suo sfregio ed è molto divertente. Il suo vero nome è Reginald.
- Josh: un ragazzo molto solitario e silenzioso ma abilissimo nel superare firewall e creare codici per exploit. Ha la sindrome di Asperger.
- T-Bone (Raymond Kenney): uno dei pochi personaggi ad essere presente anche nel primo capitolo della saga. T-Bone, dopo gli eventi di Watch Dogs, per fuggire l'ennesima volta dalla BLUME si trasferisce a San Francisco, dove incontra Marcus e si unisce al DedSec per aiutarli nel loro piano di sabotare la BLUME, specialmente perché Raymond aveva lavorato in precedenza alla BLUME, e scoperto i loro veri piani ovvero creare un mondo praticamente senza libertà.

## Doppiaggio
| Personaggio                  | Doppiatore        | Doppiatore        |
| ---------------------------- | ----------------- | ----------------- |
| Marcus Holloway              | Ruffin Prentiss   | Federico Viola    |
| Sitara Dhawan                | Tasya Teles       | Chiara Francese   |
| Josh Sauchak                 | Jonathan Dubsky   | Edoardo Lomazzi   |
| Reginald "Wrench" Blechman   | Shawn Baichoo     | Fabrizio Valezano |
| Horatio Carlin               | Michael Xavier    | Matteo De Mojana  |
| Raymond "T-Bone" Kenney      | John Tench        | Marco Pagani      |
| Dušan Nemec                  | Christopher Jacot | Dimitri Winter    |
| Miranda Comay                | David Collins     | Silvano Piccardi  |
| Lenora "Lenni" Kastner       | Ashlie Atkinson   | Ilaria Egitto     |
| Jimmy Siska                  | Billy MacLellan   | Paolo De Santis   |
| Pablo "lo Scuoiatore" Cortés |                   | Matteo Zanotti    |
| Mark Thruss                  | Marcel Jeannin    | Riccardo Peroni   |

## Sviluppo
Marco Pistone, sviluppatore del gioco, ha studiato il feedback dei giocatori dal primo gioco per valutare cosa potrebbe essere migliorato in Watch Dogs 2 e l'ambientazione è stata studiata effettuando frequenti viaggi in California. Ubisoft Reflections è stato responsabile per la revisione della meccanica di guida. I veri hacker sono stati consultati per convalidare script e meccaniche di gioco per l'autenticità e i riferimenti all'hacktivismo della vita reale sono stati romanzati, come la protesta del Progetto Chanology. La colonna sonora originale di Watch Dogs 2 era composta da Hudson Mohawke.

## Contenuto scaricabile
Sono stati pubblicati cinque pacchetti di contenuti scaricabili (DLC): il pacchetto di contenuti T-Bone, condizioni umane, nessun compromesso, pacchetto di accesso root e pacchetto psichedelico. Secondo un accordo di esclusiva con Sony Interactive Entertainment, tutti i DLC per Watch Dogs 2 erano esclusivi a tempo per PlayStation 4.
- Il T-Bone Content Bundle è stato pubblicato per PlayStation 4 il 22 dicembre 2016, e include una nuova impostazione di difficoltà co-op, Mayhem, oltre ai vestiti e al camion del personaggio originale di Watch Dogs Raymond "T-Bone" Kenney.
- Human Conditions è stato pubblicato il 21 febbraio 2017 per PlayStation 4 e il 23 marzo per Xbox One e PC, e include tre nuove storie ambientate nelle industrie della scienza e della medicina di San Francisco. Il pacchetto include anche nuove missioni cooperative con una nuova classe nemica chiamata "the Jammer", un nemico tecnologicamente esperto capace di bloccare tutte le attrezzature degli hacker di un giocatore, rendendole vulnerabili agli attacchi frontali. Il DLC inoltre riporta Jordi Chin, personaggio del primo gioco.
- No Compromise è stato pubblicato il 18 aprile 2017 per PlayStation 4 ed è stato lanciato il 18 maggio per Xbox One e Microsoft Windows, con una nuova missione narrativa, oltre a più completi e armi.
- Root Access Bundle (disponibile a dicembre 2016) e Psychedelic Pack (disponibile il giorno del lancio) includono una missione Zodiac Killer e nuovi abiti, auto, pelli e armi.

## Accoglienza
Il gioco è stato accolto generalmente in modo favorevole ed è stato elogiato per aver migliorato il primo Watch Dogs nel gameplay, in particolare l'hacking e la guida, oltre all'ambientazione e i personaggi. Tuttavia le incongruenze dei personaggi, le armi da fuoco e le frequenti problematiche tecniche - successivamente patchate - sono state citate come imperfezioni.